# Île d’Er
Die Île d’Er oder Énez Terc'h ist eine Doppelinsel im Ärmelkanal an der Nordküste der Bretagne in Frankreich. Sie gehört zur Gemeinde Plougrescant im Département Côtes-d’Armor.
Die nordöstlich gelegene, in Privatbesitz befindliche Hauptinsel wird im Volksmund Enez Terc'h genannt und ist bewohnt. Die südwestliche La Petite Île ist öffentlich zugänglich und unbewohnt. Beide Inseln sind durch einen Damm aus Felsblöcken miteinander verbunden und können bei Ebbe fußläufig erreicht werden. 
Die Kontur der beiden Inseln bildet annähernd einen atollförmigen Kreis, wobei die westliche Seeseite die größere Öffnung aufweist. Das dadurch entstehende Binnengewässer wurde während der zweiten Hälfte des 20. Jahrhunderts für verschiedene Aquakultur-Tests genutzt.
Die Inseln und das Vorland umfassen eine Fläche von 424 Hektar, davon entfallen auf die beiden Inseln insgesamt etwa 40 Hektar, bestehend aus Dünen, Küsten-Heiden und Sümpfen. Auf der nördlichen Hauptinsel wird mindestens seit dem Mittelalter auf vier Hektar Landwirtschaft betrieben. 

## Ölgruben
Nach der Havarie der Torrey Canyon im März 1967 und der damit verbundenen Ölpest an der bretonischen Küste, wurden auf der Insel Lagergruben geschaffen, um das angeschwemmte Erdöl aufzunehmen. Weitere Sammelgruben auf der Île d’Er wurden nach dem Untergang der Amoco Cadiz 1978 und der Tanio 1980 angelegt. Insgesamt wurden auf der Insel 44 Jahre lang in drei Gruben zwischen 400 und 600 Tonnen Öl gelagert, bis die Rückstände im Jahr 2011 beseitigt wurden.